# Il figlio di Dracula (film 1943)
Il figlio di Dracula (Son of Dracula) è un film del 1943 diretto da Robert Siodmak, con Lon Chaney Jr. nei panni del celebre vampiro.

## Trama
Il conte Alucard (Dracula letto al contrario), proveniente dalla Transilvania, si reca in Louisiana invitato da Kay Caldwell, una donna appassionata di occultismo. Il fidanzato della donna, Frank Stanley, insieme allo sceriffo ha dei sospetti sul nuovo arrivato.
Il padre della ragazza muore improvvisamente lasciando le due figlie eredi della proprietà e dell'intero patrimonio di famiglia. Kay e il conte Alucard si sposano immediatamente dopo l'apertura del testamento e dichiarano di volersi ritirare a vita privata e di non ricevere più nessuno durante il giorno.
Ma Frank, innamorato della ragazza, non si arrende, si reca a casa degli sposi e, in un momento d'ira, spara al conte, che però sembra immune alle pallottole, che andranno a colpire Kay, riparatasi dietro di lui. Kay muore e Frank si costituisce allo sceriffo.
La bara dove Alucard ha sepolto il corpo di Kay per darle l'immortalità del vampiro viene trasportata alla locale stazione di polizia. Kay ne esce durante la notte facendo visita all'ex-fidanzato e rivelandogli che il suo era un piano congegnato per rubare al conte Alucard il segreto della vita eterna, da condividere con il fidanzato. Gli chiede così di uccidere il conte e di unirsi a lei nell'immortalità. Ma, mentre il conte verrà ucciso dagli altri, Frank distruggerà la bara con dentro l'amata.

## Curiosità
- Durante le riprese pare che Louise Allbritton e Robert Paige si divertissero a fare scherzi ai loro colleghi. Durante una scena in cui Pat Moriarty e Robert Paige dovevano aprire la bara in cui giaceva il personaggio interpretato dalla Allbritton, una volta aperta la bara vi trovarono dentro l'attrice completamente nuda.[1]